# Brynolf Stattin
Teodor Brynolf Stattin, född 16 augusti 1889 i Överlännäs församling, Västernorrlands län, död där 3 juni 1961, var en svensk hemmansägare, lantbrukare och politiker (högerpartiet).
Stattin var riksdagsledamot i andra kammaren från 1941, invald i Västernorrlands läns valkrets.
Brynolf Stattin utnämndes 1949 till riddare och ledamot av första klassen av Vasaorden.